# Aorich

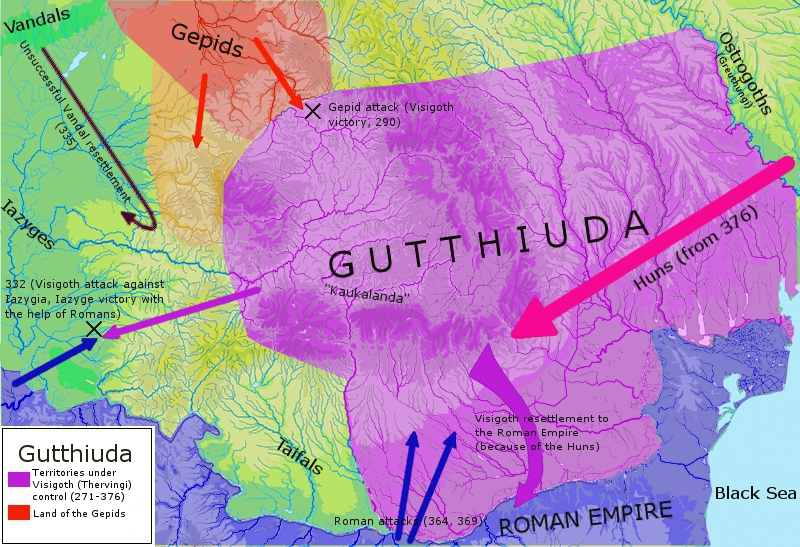
Území obývané Góty v polovině 4. století za vlády Aoricha (dnes Rumunsko)

Aorich latinsky Aoricus (? - před 369?) byl ve 4. století král tervingských Gótů. Aorich byl synem Ariaricha a otcem Athanaricha. Od dětství byl vychovávaný jako rukojmý Římanů v Konstantinopoli, kde mu byla v císařském sále postavena socha, která zdůrazňovala poslušnost Aoricha k Římanům. Jáhen Auxentius z Durostorumu zaznamenal, že Aorich byl v letech 347-348 vůdcem pronásledování gótských křesťanů. Za přísahu Aoricha, že jeho syn Athanarich nenapadne Římské impérium, prohlásil římský císař Constantius II. v roce 350 Aoricha králem tervigských Gótů. Je pravděpodobné, že Aorich zemřel před rokem 369, protože v tomto roce byl jeho syn Athanarich uznán jako nový vůdce Gótů.
Historik Herwig Wolfram poznamenal, že "aliterace, variace a rytmus v řadě jmen Athanarich, Aorich, Ariarich vypadá jako ideální typ na fragment básně Hadubrand, Hildebrand, Heribrand (Píseň o Hildebrandovi) nalezený v Kasselu. Má za to, že podobnost a srovnání mezi těmito jmény může naznačovat, že tito tři králové tervigských Gótů jsou členy dynastie Baltů.